# 土耳其國家奧林匹克委員會
土耳其國家奧林匹克委員會（土耳其語：Türkiye Millî Olimpiyat Komitesi）是土耳其的國家奧林匹克委員會。該組織成立於1908年，為國際奧林匹克委員會和歐洲奧林匹克委員會的成員。1908年，首次派員參加在英國倫敦舉行的夏季奧運會。
現時，土耳其國家奧林匹克委員會的總部設在伊斯坦堡，主席是Uğur Erdener，他於2011年起出任此職。

## 資料來源
1. ↑  .   [2014-07-01]. （原始内容存档于2017-07-01）.